# باشگاه رویال سلانگور

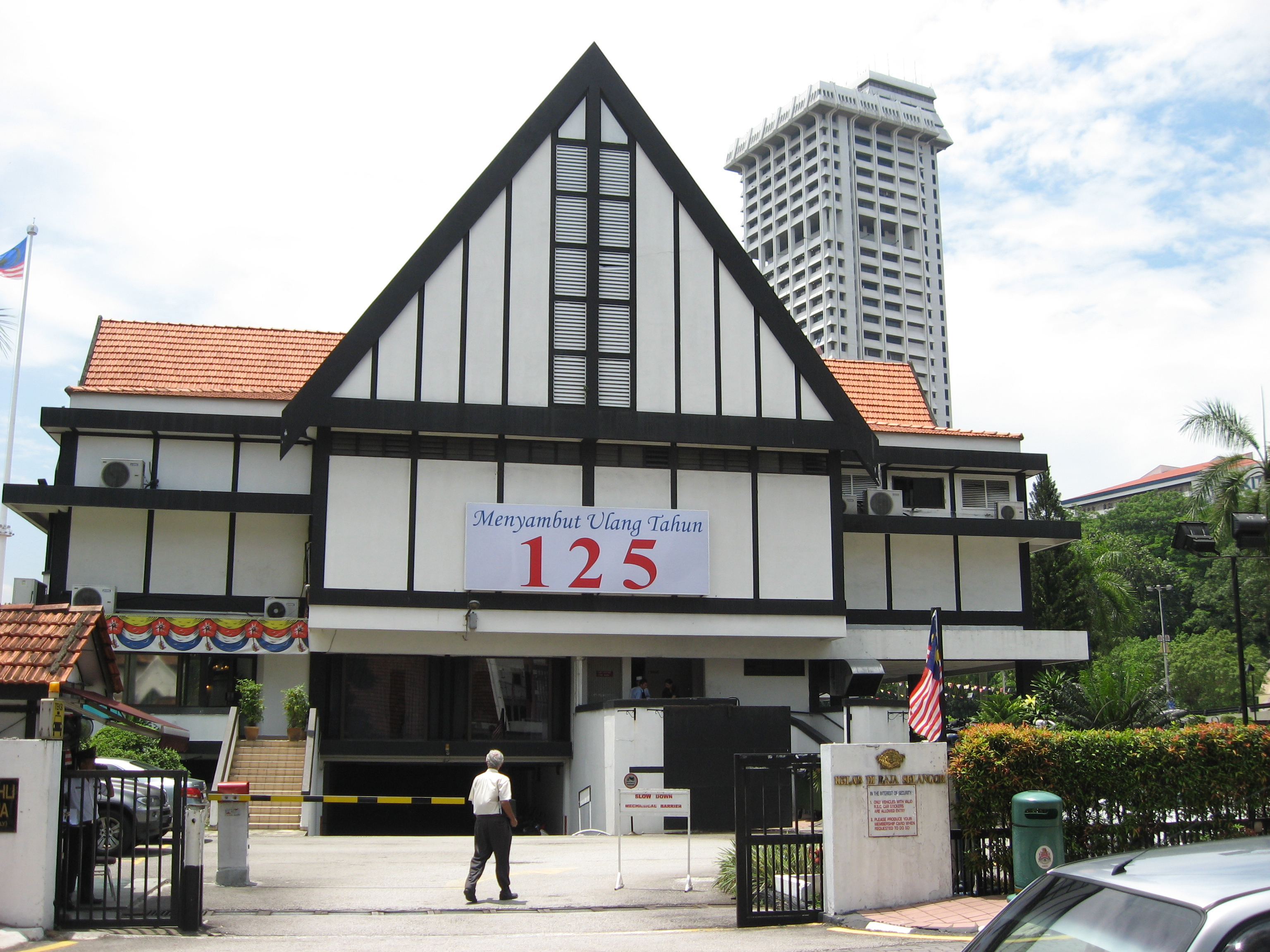
محل ورودی به باشگاه رویال سلانگور در سال ۲۰۰۹، در صد و بیست و پنجمین سالگرد تأسیس این باشگاه.

باشگاه رویال سلانگور (مالایی: Kelab Di-Raja Selangor) یک باشگاه اجتماعی در کوالا لامپور، مالزی است که در سال ۱۸۸۴ توسط بریتانیا که بر مالایا حکمرانی می‌کرد، تأسیس شد. این باشگاه در نزدیکی میدان مردکا یا میدان استقلال، پادانگ (میدان)، واقع شده است و از طریق جالان راجا (خیابان کینگ) می‌توان به آن دسترسی پیدا کرد.